# 2023年聶伯城居民樓空襲
2023年1月14日下午3点30分左右，一枚俄軍Kh-22导弹击中了乌克兰中部城市聶伯城右岸索博爾內區河畔勝利街118號的一栋九层住宅楼，導致一个入口和236套公寓被毁。官方于1月19日公布有46人死亡（包括6名儿童）、80人受伤（包括14名兒童；12人情况危殆）、11人失踪、39名居民获救以及约400人无家可归。
這次襲擊是當時六個月以來俄羅斯對烏克蘭造成最多人致命的襲擊。後來，聶伯城宣佈為期三天的哀悼期。